# María Esther Galvis
María Esther Galvis Ortiz (Simacota, Santander, Colombia) es una fotógrafa colombiana nacida a mediados del siglo XX. Docente de la Universidad Nacional, destacada por sus trabajos con la fotografía análoga, particularmente en la calidad de sus fotografías en blanco y negro.

## Carrera
Graduada en Arte Gráfico-Diseño Publicitario en 1975 en la Universidad Nacional de Colombia en Bogotá. Se profundizó en la Escuela de Artes y cursos libres en París, Francia, entre 1980 y 1981. En el 2003 se graduó de la maestría en Artes plásticas y Visuales de la Universidad Nacional. Galvis realizó su tesis de maestría sobre la plaza Che y la tituló La Plaza. Tesis con renombre en la universidad por las póstumas controversia de querer borrar la imagen del Che en la plaza.
Fue docente de la Universidad Nacional entre 1978 al 2016, siendo vicedecana de la Facultad de Artes de 1985 a 1986; también fue directora del Departamento de Bellas Artes entre 1990 a 1993.

## Obra
Realizó el documental «La plaza» publicado en 2017 por la Facultad de Artes de la Universidad Nacional. Algunas de sus fotografías están publicadas en COLARTE Patrimonio Cultural Colombiano.